# Fernand Ponscarme
Fernand Ponscarme (ur. 6 lutego 1876 w Paryżu  – zm. 11 maja 1935 w Meudon) – francuski kolarz torowy, złoty medalista mistrzostw świata.

## Kariera
Największy sukces w karierze Fernand Ponscarme osiągnął w 1896 roku, kiedy zdobył złoty medal w wyścigu ze startu zatrzymanego amatorów podczas mistrzostw świata w Kopenhadze. W zawodach tych bezpośrednio wyprzedził Rosjanina Michaiła Żakowa oraz Duńczyka Antona Hansena. Był to jednak jedyny medal wywalczony przez Ponscarme'a na międzynarodowej imprezie tej rangi. Nigdy nie wystąpił na igrzyskach olimpijskich.